# Aftokinitodromos 4
Der Aftokinitodromos 4 / Αυτοκινητόδρομος 4 (griechisch für ‚Autobahn 4‘) ist eine geplante griechische Autobahn in Thessalien und soll die Autobahn 3 bei Trikala mit der Autobahn 1 bei Larisa verbinden. Der Verlauf entspricht dem Verlauf der bestehenden Nationalstraße 6.